# Teluk Nibung (Pulau Burung)
Teluk Nibung is een bestuurslaag in het regentschap Indragiri Hilir van de provincie Riau, Indonesië. Teluk Nibung telt 1648 inwoners (volkstelling 2010).